# Rolls-Royce Trent XWB
Rolls-Royce Trent XWB je dvouproudový motor s vysokým obtokovým poměrem vyvinutý z modelu Trent 1000 exkluzivně pro typ Airbus A350 XWB. Motor má lepší aerodynamiku, o 15% nižší hmotnost a až o 16% nižší spotřebu paliva ve srovnání se staršími motory řady Trent 700..

## Vývoj
Od roku 2004 čelil Airbus tlaku zákazníků, aby vyvinul konkurenta typu Boeing 787 Dreamliner a v říjnu 2005 oficiálně zahájil vývoj nového letadla označeného jako Airbus A350. Rolls-Royce zpočátku nabízel konvenční variantu motoru Trent 1000 (s "bleed air") se škrtícím tlakem na statický tah 75 000 lbf (330 kN), označenou Trent 1700. Vyvíjena byla ve spolupráci s Kawasaki Heavy Industries.
V roce 2006, po přehodnocení Airbusu A350, dosáhl Rolls-Royce dohody o dodávce všem verzím letadla zcela novou variantou Trent XWB o tahu 75 000 až 95 000 lbf (330 až 420 kN). V září 2007 společnost Airbus snížila své požadavky na 75 000–93 000 lbf (330–410 kN). Před dokončením konstrukce v prosinci 2008 Airbus zjistil, že hmotnost prázdného letounu A350 je o 2,2 t větší než cílová hmotnost 133,5 t. Z tohoto důvodu byla maximální vzletová hmotnost (MTOW) zvýšena o 3 t, aby bylo zachováno užitečné zatížení a schopnost doletu. Dále Rolls Royce oznámil, že nominální tahy motoru byly mírně zvýšeny, přičemž každá varianta obdržela dalších 1 000 lbf (4 kN) tahu navíc. Šéf programu A350 Didier Evrard prohlásil, že změna měla „velmi marginální“ dopad na spotřebu paliva.
K další změně došlo v roce 2011 a motorům pro největší variantu A350 byl zvýšen tah na 97,000 lbf (430 kN), aby splňovaly nové požadavky na výkon, a také lépe konkurovaly Boeingu 777-300ER.

## Specifikace

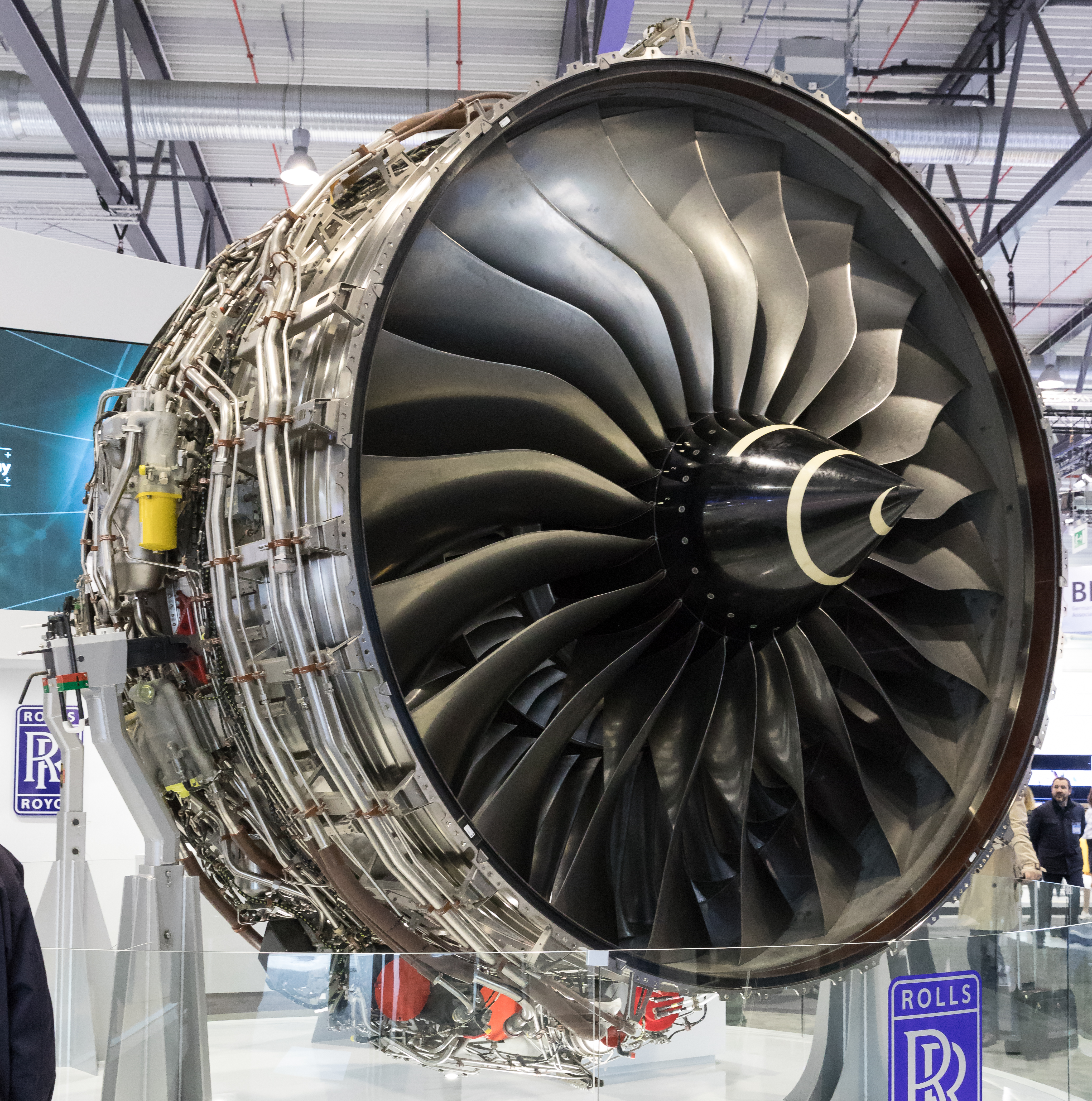
Dmychalo s 22 lopatkami a průměrem 3 m

| Varianta                   | -84                                                                                  | -97                                                                                  |
| -------------------------- | ------------------------------------------------------------------------------------ | ------------------------------------------------------------------------------------ |
| Typ                        | Tříhřídelový dvouproudový motor s vysokým obtokovým poměrem                          | Tříhřídelový dvouproudový motor s vysokým obtokovým poměrem                          |
| Dmychadlo                  | 1 stupeň, 3,00 m / 118" průměr, 22 lopatek                                           | 1 stupeň, 3,00 m / 118" průměr, 22 lopatek                                           |
| Kompresor                  | 8 středotlakých stupňů (IP), 6 vysokotlakých stupňů (HP)                             | 8 středotlakých stupňů (IP), 6 vysokotlakých stupňů (HP)                             |
| Spalovací komora           | prstencová, 20 trysek                                                                | prstencová, 20 trysek                                                                |
| Turbína                    | jeden vysokotlaký stupeň (HP), 2 středotlaké stupně (IP), 6 nízkotlakých stupňů (LP) | jeden vysokotlaký stupeň (HP), 2 středotlaké stupně (IP), 6 nízkotlakých stupňů (LP) |
| Délka                      | 5 812 mm / 228,8 in                                                                  | 5 812 mm / 228,8 in                                                                  |
| Suchá hmotnost             | 7 277 kilogram (16 043 lb)                                                           | 7 550 kilogram (16 640 lb)                                                           |
| Tah při vzletu             | 84 200 pounds-force (375 kN)                                                         | 97 000 pounds-force (431 kN)                                                         |
| Rychlost rotoru (ot./min.) | LP: 2700, IP: 8200, HP : 12600                                                       | LP: 2700, IP: 8200, HP : 12600                                                       |
| Obtokový poměr             | 9.6:1                                                                                | 9.6:1                                                                                |
| Celkový kompresní poměr    | 50:1                                                                                 | 50:1                                                                                 |
| Poměr tah/hmotnost         | 5.25                                                                                 | 5.82                                                                                 |
| Průtok/hltnost vzduchu     | 1 436 kg/s / 3 166lb/s                                                               |                                                                                      |

### Podobné motory
- Rolls-Royce Trent 1000
- General Electric GE9X
- Rolls-Royce Trent 7000